# Observación de personas

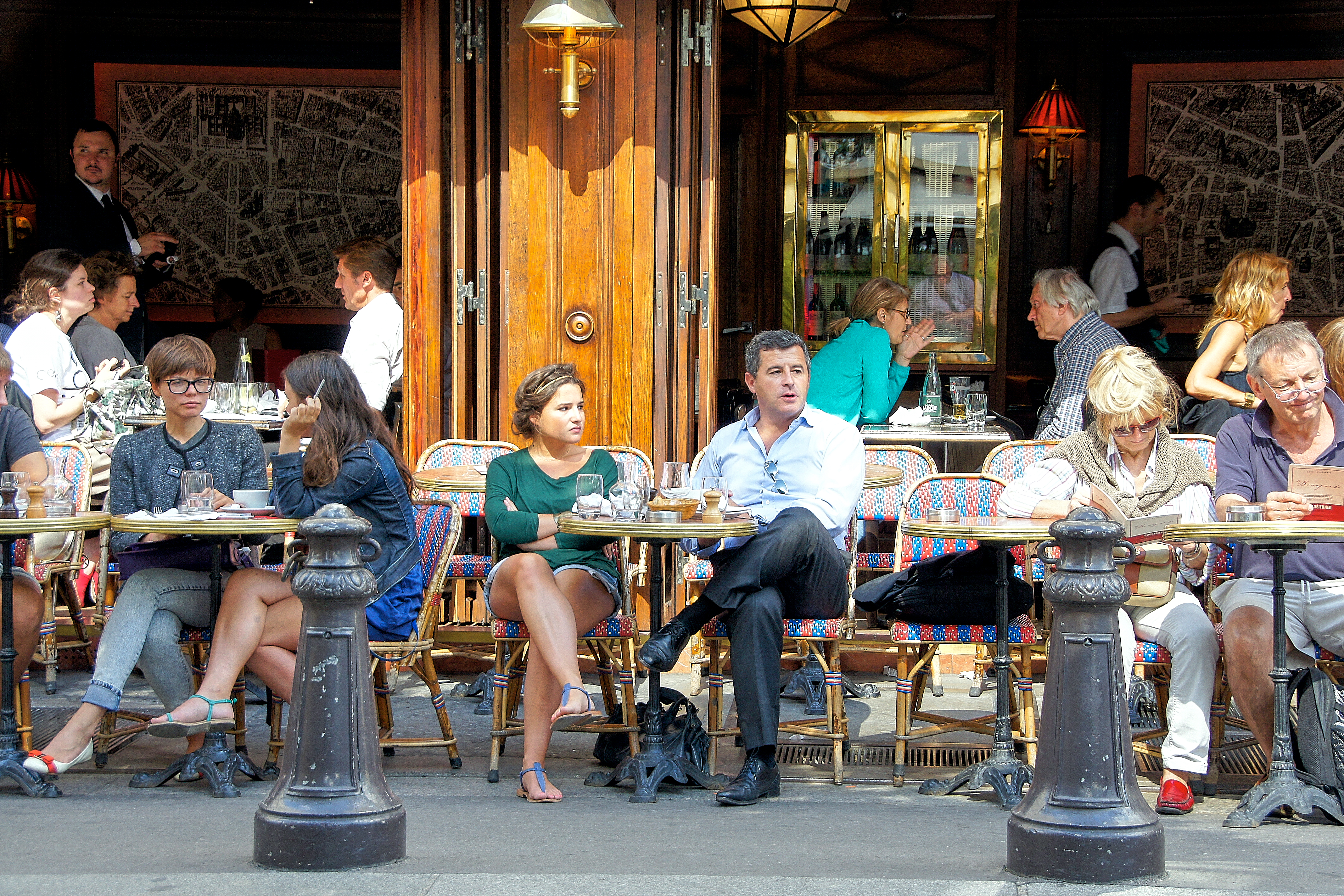
Clientes mirando hacia la calle desde una cafetería de París.

La observación de personas u observación de multitudes es el acto de observar a las personas y sus interacciones en público. Implica captar idiosincrasias para tratar de interpretar o adivinar las historias y relaciones de otras personas con los limitados detalles de los que se dispone. Entre estos se encuentran el discurso, las interacciones, el lenguaje corporal, las expresiones, la vestimenta, las actividades y el comportamiento. El eavesdropping puede acompañar la actividad, como documenta el blog humorístico Overheard in New York, aunque no es necesario.
La observación de personas se distingue de la observación naturalista, un proceso usado para fines científicos, en que la observación de personas es una actividad casual, usada para relajarse u obtener inspiración para los personajes de obras creativas. También se puede distinguir de la fotografía callejera: mientras el fotógrafo callejero necesariamente emprende una forma de observación de personas, lo hace con el objetivo de componer fotografías con fines artísticos y documentales.